# حمزة خابا
حمزة خابا (9 يونيو 1996-)، لاعب كرة قدم مغربي ولد في المحمدية. يلعب كمهاجم في النادي العربي الكويتي.

## مسيرته
في 16 مايو 2015، سجل مع الجيش الملكي ثنائية في الدوري الاحترافي المغربي، ضد نادي شباب الريف الحسيمي وهي أهدافه الاحترافية الأولى.

## روابط خارجية
- حمزة خابا على موقع قاعدة بيانات كرة القدم.إي يو (الإنجليزية)